# Зевксис (полководец)
Зевксис (др.-греч. Zευξις) — один из полководцев сирийского царя Антиоха III Великого.

## Биография
В 221 до н. э. Зевксис участвовал в войне против мятежного сатрапа Мидии Молона и пытался не позволить ему пересечь реку Тигр. Командир царской армии Ксенойт в итоге приказал отступать. После этого Молон легко овладел Вавилоном и Сузами, а также большей частью Месопотамии.
Когда в конце 221 до н. э. Антиох сам выступил против Молона, Зевксис стал командующим лагерем. Зиму войско провело в Антиохии, а весной 220 до н. э. переправилось через Тигр, чтобы отрезать Молону обратный путь в Мидию. Молон до этого перешёл на левый берег Тигра и вторгся в горную Аполлониатиду. Здесь его настигла армия царя, в ходе сражения одолевшая войска мятежника.
Позже Зевксис стал сатрапом Лидии. Зимой 201—200 до н. э. македонский царь Филипп V, сражавшийся с пергамским царём Атталом I, обратился к нему с просьбой о снабжении провиантом, которая была выполнена.
В битве при Магнезии Зевксис командовал центром сирийской армии, а после поражения стал одним из послов, направленных в Рим. По итогам войны государство Селевкидов лишилось своих малоазийских владений, и теперь границей стали Таврские горы.